# Pawłówko (Przasnysz)
Pour les articles homonymes, voir Pawłówko.
Pawłówko (prononciation : [paˈvwufkɔ]) est un village polonais de la gmina de Czernice Borowe dans le powiat de Przasnysz de la voïvodie de Mazovie dans le centre-est de la Pologne.
Il se situe à environ 8 kilomètres au nord de Czernice Borowe (siège de la gmina), 14 kilomètres au nord-ouest de Przasnysz (siège du powiat) et à 100 kilomètres au nord de Varsovie (capitale de la Pologne).

## Histoire
De 1975 à 1998, le village appartenait administrativement à la voïvodie de Ciechanów.